# Still Waiting
«Still Waiting» es el primer sencillo del disco Does This Look Infected? del grupo Sum 41.

## Video musical
En el video al comienzo se demuestra una seria conversación con un agente de Island Records interpretado por Will Sasso, de su trabajo y el nombre de la banda; el agente les dice que su nombre está pasado de moda comparado con el de otras bandas pop-punk como blink-182 y Green Day-75 (Parodiando el nombre original de la banda).[cita requerida] El encargado les da como buen nombre "The Sums". Después de la conversación comienza una parodia del video Last Nite de The Strokes.[cita requerida] Al término del video rompen todas las cosas (guitarras, bajos, batería y partes del escenario) y como final botan unas grandes letras que dicen The Sums.

## Apariciones
Además Still Waiting aparece en el video de introducción del videojuego de Survival horror de 2005 ObsCure, y también en su apartado de Extras (que se desbloquea una vez que finalizas el juego) se puede apreciar el videoclip de la canción.

## Partitura
- Partitura Still Waiting

- Datos: Q2347313